# Volgodonsk
Volgodonsk (russisk: Волгодо́нск, tr. Volgodónsk) er en by med 163.963(2024) indbyggere, beliggende i Rostov oblast i det Sydlige føderale distrikt i Den Russiske Føderation. Volgodonsk ligger ved floden Don, mellem de to store industricentre Rostov ved Don (190 km mod vest) og Volgograd (230 km mod nordvest) og lige under 1.000 km. syd for Moskva. Volgodonsk er en vigtig industriby og et handelscenter.

## Geografi
Volgodonsk er med Volgo-Don-Kanalen placeret med adgang til både Don og Volga, hvorfra der er forbindelse til det Azovske Hav og Sortehavet mod syd, det Kaspiske Hav mod øst og Østersøen mod nord.
Udover havnen har byen adgang til omverdenen gennem en lufthavn (Volgodonsk lufthavn, VLK), en jernbane og motorvejsnet.

### Klima
Klimaet er tempereret fastlandsklima, med moderat kolde vintre og lidt snefald og meget varme somre. Januar – 7 grader Celsius, juli + 24 grader Celsius. Gennemsnitstemperaturen for hele året er +8,2 grader; maksimum målt +50 og minimum -34. Nedbør 550 mm.

## Historie
Volgodonsk blev grundlagt den 27. juli 1950 i forbindelse med bygningen af Volga-Don-Kanalen, som et sted til at huse arbejderne og af byggeriet og personalet til betjening af kanalen efter færdigkonstruktion. I 1956 fik bebyggelsen officiel status af by.
I 1990 og 2000 blev byen, sammen med Moskva målet for en række terrorangreb mod boligkomplekser der efterlod 14 døde i Volgodonsk.

## Økonomi
Volgodonsk har en travl havn og er et lokalt industricenter med en del tung industri.
12 km. syd for Volgodonsk ligger atomkraftværket Volgodonsk kraftværk bestående af en reaktor med en produktion på omkring 2 gigawatt, en yderligere reaktor er under opførelse. Kraftværket blev påbegyndt i 1981 og taget i brug 30. marts 2001 – det er Ruslands yngste atomkraftværk.

## Transport
Tekst mangler, hjælp os med at skrive teksten

## Kultur
Byen har et teater og adskillige mindre scener, en kunst- og teaterskole, et museum for lokal historie, tre biografer, biblioteker, osv.

## Galleri
- Sluse nr. 14 på Volgo-Don-Kanalen
- Volgodonsk jernbanestation
- Kristi fødselskirke